# Haut Conseil de l'évaluation de la recherche et de l'enseignement supérieur
Le Haut Conseil de l’évaluation de la recherche et de l’enseignement supérieur (Hcéres) est une autorité publique indépendante (API) française, chargée de l’évaluation de l’enseignement supérieur et de la recherche publique, créée par la loi relative à l'enseignement supérieur et à la recherche de 2013.
Le Haut Conseil est chargé d’évaluer les établissements d’enseignement supérieur et de recherche, les formations et les équipes de recherche, françaises comme étrangères. Les enseignants-chercheurs quant à eux sont évalués par le Conseil national des universités.
En 2025, des discussions parlementaires sont entamées concernant sa suppression.

## Historique

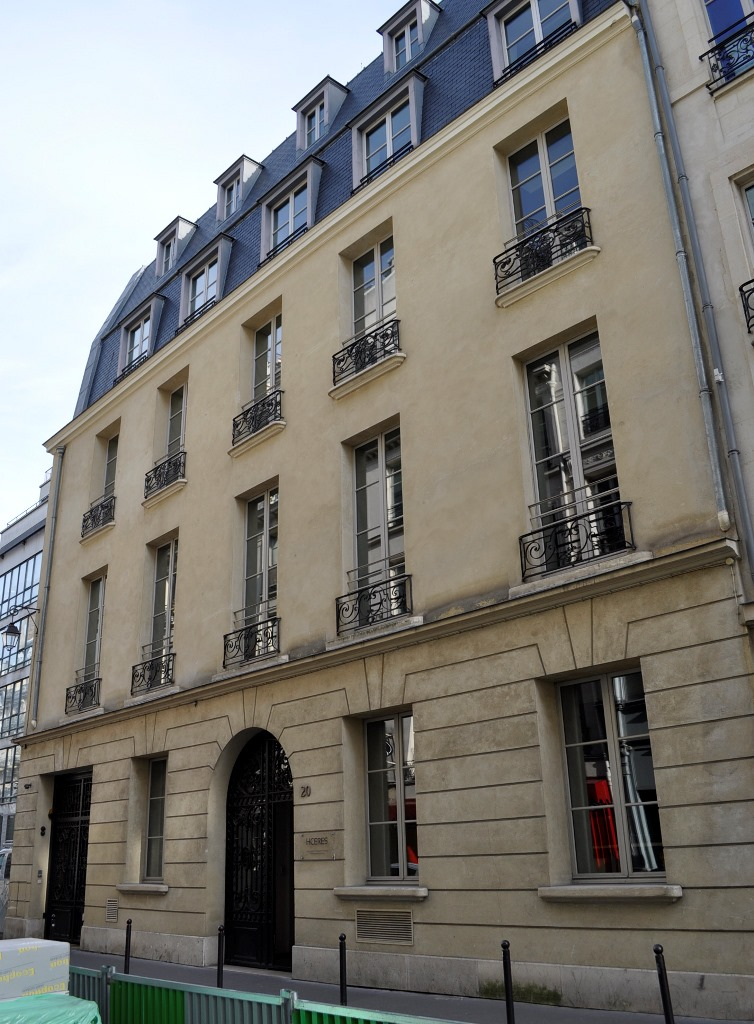
Le Haut Conseil de l'évaluation de la recherche et de l’enseignement supérieur siège au 20 rue Vivienne, dans le 2e arrondissement de Paris entre 2014 et 2016.

Le Comité national d’évaluation des établissements publics à caractère scientifique, culturel et professionnel (CNÉ) est  créé par la loi Savary de 1984. Il a pour rôle d’évaluer l’action pédagogique et scientifique des établissements publics à caractère scientifique, culturel et professionnel (ÉPCSCP), et notamment des universités ; le Comité national d’évaluation de la recherche (CNÉR) est, lui, créé en 1989. Il contrôle notamment l’activité des établissements publics à caractère scientifique et technologique (ÉPST), comme le CNRS. L’Agence d'évaluation de la recherche et de l'enseignement supérieur (AERES) est issue de la fusion de ces organismes et de la Mission scientifique, technique et pédagogique (MSTP). Cette fusion est organisée dans la loi de programme pour la recherche de 2006.
De nombreuses critiques sont émises à l'encontre de l'AERES, notamment à l'occasion des Assises de l'enseignement supérieur et de la recherche, Geneviève Fioraso annonce le 20 décembre 2012 à la Conférence des présidents d'université : « Je souhaite que l'AÉRES soit remplacée par une agence nationale entièrement redéfinie à partir des principes d'indépendance, de simplicité de fonctionnement et de procédures ainsi que de légitimité scientifique et de transparence ». Dans son rapport Refonder l'université dynamiser la recherche du 14 janvier 2013, Jean-Yves Le Déaut propose qu’une nouvelle instance, l’Autorité de l’évaluation des universités, de la recherche et des établissements (AUTEURE) soit chargée soit directement de l’évaluation, soit de valider les procédures d’évaluation réalisées par d’autres instances. Typiquement, l’agence évalue directement les établissements et les formations. L’évaluation des unités de recherche est réalisée par les universités et les organismes, selon des règles validées par l’agence. La mission de validation des procédures d’évaluation des personnels est supprimée. Les notations sont remplacées par des avis motivés et le nombre de scientifiques au conseil d’administration est augmenté. Au nom près, la loi relative à l'enseignement supérieur et à la recherche de 2013 reprend ces propositions. En janvier 2014, un rapport de Denise Pumain et Frédéric Dardel propose une organisation du Conseil de l’évaluation de la recherche et de l’enseignement supérieur et des pratiques d’évaluation. Le Haut Conseil de l’évaluation de la recherche et de l’enseignement supérieur (Hcéres) est effectivement créé par un décret signé le 14 novembre 2014.
En mars 2016, le conseil déménage dans les bâtiments neufs au 2 rue Albert Einstein dans le 13e arrondissement de Paris.
Le premier président Michel Cosnard part à la retraite le 30 octobre 2019. Thierry Coulhon, conseiller à la présidence de la République, est alors pressenti pour lui succéder,, après avoir participé à la sélection qui a conduit au rejet de cinq autres candidatures. Estimant que les soupçons de conflit d'intérêts sont légitimes, le collège de déontologie demande que la procédure soit reprise à zéro, ce qui est fait en juin 2019. En septembre 2019, Thierry Coulhon affirme qu’il faut « donner à l’évaluation son plein impact, c’est-à-dire construire, ou plutôt reconstruire, le lien entre l’évaluation et l’allocation des moyens », se prononçant ainsi en faveur d'une évaluation quantitative de la recherche étroitement liée à son pilotage. À l'appel du collectif RogueESR, des centaines de chercheurs opposent leurs candidatures à celle de Thierry Coulhon,,, mais celles-ci sont écartées et Thierry Coulhon est effectivement auditionné le 28 juillet 2020 par une commission présidée par la secrétaire générale du gouvernement Claire Landais. Il est ensuite auditionné par les commissions parlementaire, conformément à l’article 13 de la Constitution, puis nommé par décret le 30 octobre 2020, après un an de vacance du poste.
Il devient en décembre 2020 une autorité publique indépendante.
Son fonctionnement et sa gestion sont profondément mis en cause par un rapport de la Cour des comptes en juin 2021.
En mars 2025, des débats parlementaires posent la question de la suppression du HCERES. Celle-ci est votée en avril à l'Assemblée nationale. Les débats continuent cependant.

## Missions
Le Haut Conseil est chargé :
- d’évaluer les établissements d’enseignement supérieur et leurs regroupements, les organismes de recherche, les fondations de coopération scientifique et l’Agence nationale de la recherche ou, le cas échéant, de s’assurer de la qualité des évaluations conduites par d’autres instances ;
- d’évaluer les unités de recherche à la demande de l’établissement dont elles relèvent, en l’absence de validation des procédures d’évaluation ou en l’absence de décision de l’établissement dont relèvent ces unités de recourir à une autre instance ou, le cas échéant, de valider les procédures d’évaluation des unités de recherche par d’autres instances. Lorsqu’une unité relève de plusieurs établissements, il n’est procédé qu'à une seule évaluation ;
- d’évaluer les diplômes visés des établissements d’enseignement supérieur ou, le cas échéant, de valider les procédures d’évaluation réalisées par d’autres instances ;
- de s’assurer de la prise en compte, dans les évaluations des personnels de l’enseignement supérieur et de la recherche, de l’ensemble des missions qui leur sont assignées par la loi et leurs statuts particuliers ;
- de s’assurer de la valorisation des activités de diffusion de la culture scientifique, technique et industrielle dans la carrière des personnels de l’enseignement supérieur et de la recherche ;
- d’évaluer a posteriori les programmes d’investissement ainsi que les structures de droit privé recevant des fonds publics destinés à la recherche ou à l’enseignement supérieur.

## Organisation
Le Haut Conseil est une autorité administrative indépendante (AAI). Il est administré par un conseil de trente membres. Le président, nommé parmi les membres du conseil, après avis des commissions parlementaires, dirige le Haut Conseil et a autorité sur son personnel,.
Le Haut Conseil incorpore l'Observatoire des sciences et des techniques, qui existait depuis 1990 comme groupement d'intérêt public indépendant.
| Identité                             | Période           | Période           |
| Identité                             | Début             | Fin               |
| ------------------------------------ | ----------------- | ----------------- |
| Didier Houssin (d)                   | 14 novembre 2014  | 30 octobre 2015   |
| Michel Cosnard                       | 30 octobre 2015   | 31 octobre 2019   |
| Thierry Coulhon                      | 30 octobre 2020   | 26 septembre 2023 |
| Par intérim : Stéphane Le Bouler (d) | 26 septembre 2023 | 3 mars 2025       |
| Coralie Chevallier                   | 4 mars 2025       |                   |

## Critiques
En 2020, dans le cadre du mouvement d’opposition à la Loi de programmation de la recherche pour 2021-2030, l’Assemblée des directions de laboratoires a reproché au HCERES son manque d’indépendance vis-à-vis de l’exécutif. Le texte l’accuse également d’appuyer un management des ressources de la recherche publique par la mise en concurrence et un pilotage basé sur des données bibliométriques.
Il convient néanmoins de souligner que le HCERES est une institution indépendante en vertu de la procédure de nomination de sa présidence. Cette nomination est soumise à un vote des chambres compétentes de l'Assemblée et du Sénat après l'audition du candidat, en application du 5ème alinéa de l’Article 13 de la Constitution. Au terme de cette procédure, si l'addition des suffrages négatifs atteint les 3/5ème du total des suffrages exprimés, le Président de la République ne peut pas procéder à la nomination.
En mars 2025, le député et chercheur Hendrik Davi propose un amendement à l'Assemblée nationale pour supprimer le HCERES. Des enseignantes-chercheuses et enseignants-chercheurs approuvent l'amendement. Le gouvernement français et la droite parlementaire, mais également une partie de la gauche parlementaire s'opposent à celui-ci.  La présidente du HCERES répond en proposant de réformer cette AAI. Le 10 avril 2025, l'Assemblée nationale vote en faveur de la suppression du HCERES.

### Textes juridiques
- Ressource relative à la vie publique :   - Nominations au Journal officiel
- Code de la recherche, Articles L114-3-1 et suivants, dans leurs versions modifiées par la loi no 2013-660 du 22 juillet 2013 relative à l’enseignement supérieur et à la recherche
- Décret no 2014-1365 du 14 novembre 2014 relatif à l’organisation et au fonctionnement du Haut Conseil de l’évaluation de la recherche et de l’enseignement supérieur